# Jan Mans
Johannes Henricus Hubertus (Jan) Mans (Heerlen, 9 april 1940 – Meerssen, 18 februari 2021) was een Nederlandse burgemeester.

## Loopbaan
Mans was lid van de Partij van de Arbeid (PvdA). Mans studeerde sociologie aan de Katholieke Universiteit Nijmegen. Hij begon zijn politieke loopbaan als wethouder in Breda. In 1982 werd hij benoemd tot burgemeester van Meerssen. Zes jaar later werd hij burgemeester in Kerkrade. Hij was van 1994 tot 2005 burgemeester van Enschede. Daar werd hij op 13 mei 2000 geconfronteerd met de vuurwerkramp: de ontploffing van het bedrijf S.E. Fireworks, waardoor 23 mensen overleden en honderden hun huis kwijt raakten. Mans maakte in de dagen na de ramp een krachtdadige indruk. Later werd hem verweten de onwettige toestand rond het vuurwerkbedrijf ten onrechte te hebben gedoogd.
In mei 2005 nam Mans afscheid van Enschede, daarna werd hij gevraagd om waarnemend burgemeester van Venlo te worden. In oktober 2005 schoof hij door naar Zaanstad, als tijdelijk opvolger van Henry Meijdam. Op 15 april 2006 werd hij afgelost door Tonny van de Vondervoort. Van 1 december 2006 tot 7 januari 2008 was hij voorzitter van de Kamer van Koophandel Limburg-Noord en Zuid-Limburg. In juli 2008 was Mans voorzitter van de commissie Herziening Handhavingsstelsel VROM-regelgeving. Op 14 januari 2010 werd hij door gouverneur Léon Frissen van Limburg tot waarnemend burgemeester van Maastricht benoemd. Per 1 februari 2011 werd Mans waarnemend burgemeester van Moerdijk als opvolger van Wim Denie die met vervroegd pensioen ging na de brand op het terrein van Chemie-Pack. In 2012 was Mans waarnemend burgemeester van de gemeente Gouda. Hij volgde daar Wim Cornelis op, die eveneens met vervroegd pensioen ging.
In april 2013 werd hij informateur in de Limburgse gemeente Meerssen, nadat daar het complete college was gevallen. In de jaren 80 was hij zelf burgemeester van Meerssen.
Hij was tevens oprichter van het Bestuurlijk Netwerk Crisisbeheersing, een stichting die per 1 juli 2007 is opgegaan in het Nederlands Genootschap van Burgemeesters.
Mans overleed op 18 februari 2021 op 80-jarige leeftijd.
In 2024 kwam het boek 'Als een ramp ons raakt' van Berthold Gersons uit waar deze, als trauma-expert ingaat op de reactie van Mans op de ramp. Voornamelijk het uitblijven van excuses wordt hierin belicht, iets wat Mans bewust niet deed om geen schuld te bekennen.